# Осим, Ивица
И́ван (И́вица) О́сим (босн. Ivan "Ivica" Osim; 6 мая 1941, Сараево — 1 мая 2022, Грац) — югославский футболист, югославский и боснийский футбольный тренер. Серебряный призёр чемпионата Европы 1968. С 2011 года на посту президента Футбольного союза Боснии и Герцеговины.
Карьеру футболиста Осим начал в клубе «Железничар», непродолжительное время поиграл в чемпионате Нидерландов в клубе «Зволсе Бойс», а в 1970 году, в возрасте 29 лет, перебрался во Францию, где играл до окончания своей карьеры. В чемпионате Франции Осим провёл 8 лет, выступая за клубы «Страсбур», «Седан» и «Валансьен».
В составе национальной команды Ивица Осим провёл 16 матчей, в которых забил 8 мячей. Был в составе сборной на Олимпиаде-1964 и чемпионате Европы-1968.
После завершения карьеры футболиста Осим становится тренером. Вернувшись в Югославию он становится главным тренером родного для себя клуба «Железничар», затем он возглавлял сборную Югославии и клуб «Партизан». В 1992 году началась международная тренерская карьера Осима, в разные годы он возглавлял: греческий «Панатинаикос», австрийский «Штурм», японский «ДЖЕФ Юнайтед» и сборную Японии.
3 ноября 2016 года награждён японским орденом Восходящего солнца.

## Достижения
- Обладатель Кубка Югославии: 1991/92
- Обладатель Кубка Греции (2): 1992/93, 1993/94
- Чемпион Австрии (2): 1997/98, 1998/99
- Обладатель Кубка Австрии: 1998/99
- Обладатель Суперкубка Австрии (2): 1998, 1999
- Обладатель Кубок Джей-лиги: 2005